# Strømsgodset IF
Strømsgodset Toppfotball – norweski klub piłkarski założony 10 lutego 1907 w Drammen. Obecnie występuje w rozgrywkach Eliteserien.

## Sukcesy
- Eliteserien
  - mistrzostwo (2): 1970, 2013
  - wicemistrzostwo (2): 2012, 2015
- Puchar Norwegii
  - zwycięstwo (5): 1969, 1970, 1973, 1991, 2010
  - finał (3): 1993, 1997, 2018
- 1. divisjon
  - mistrzostwo (1): 2006

## Europejskie puchary
Legenda do wszystkich tabel:
- Q – runda eliminacyjna, 1/16, 1/8, 1/4, 1/2 – odpowiednia faza rozgrywek, Grupa – runda grupowa, 1r gr – pierwsza runda grupowa, 2r gr – druga runda grupowa, F – finał, R – runda, PO – play-off
- k. – rzuty karne, los. – losowanie, Dogr. – dogrywka, w. – zasada bramek strzelonych na wyjeździe

| Sezon   | Rozgrywki                 | Runda | Przeciwnik          | Dom | Wyjazd | Ogólnie     |
| ------- | ------------------------- | ----- | ------------------- | --- | ------ | ----------- |
| 1970/71 | Puchar Zdobywców Pucharów | 1R    | FC Nantes           | 0–5 | 3–2    | 3–7         |
| 1971/72 | Puchar Europy             | 1R    | Arsenal             | 1–3 | 0–4    | 1–7         |
| 1973/74 | Puchar UEFA               | 1R    | Leeds United        | 1–1 | 1–6    | 2–7         |
| 1974/75 | Puchar Zdobywców Pucharów | 1R    | Liverpool           | 0–1 | 0–11   | 0–12        |
| 1992/93 | Puchar Zdobywców Pucharów | Q     | Hapoel Petah Tikwa  | 0–2 | 0–2    | 0–4         |
| 1998/99 | Puchar UEFA               | 2Q    | Hapoel Tel Awiw     | 1–0 | 0–1    | 1–1, k: 4–2 |
| 1998/99 | Puchar UEFA               | 1R    | Aston Villa         | 0–3 | 2–3    | 2–6         |
| 2011/12 | Liga Europy               | 3Q    | Atlético Madryt     | 0–2 | 1–2    | 1–4         |
| 2013/14 | Liga Europy               | 2Q    | Debreceni VSC       | 2–2 | 3–0    | 5–2         |
| 2013/14 | Liga Europy               | 3Q    | FK Jablonec         | 1–3 | 1–2    | 2–5         |
| 2014/15 | Liga Mistrzów             | 2Q    | Steaua Bukareszt    | 0–1 | 0–2    | 0–3         |
| 2015/16 | Liga Europy               | 1Q    | Partizani Tirana    | 3–1 | 1–0    | 4–1         |
| 2015/16 | Liga Europy               | 2Q    | Mladá Boleslav      | 0–1 | 2–1    | 2–2, w.     |
| 2015/16 | Liga Europy               | 3Q    | Hajduk Split        | 0–2 | 0–2    | 0–4         |
| 2016/17 | Liga Europy               | 2Q    | SønderjyskE Fodbold | 2–2 | 1–2    | 3–4, Dogr.  |

## Skład na sezon 2018
| Nr | Poz. | Piłkarz               |
| -- | ---- | --------------------- |
| 1  | BR   | Espen Bugge Pettersen |
| 2  | OB   | Mounir Hamoud         |
| 3  | OB   | Jonathan Parr         |
| 4  | OB   | Kim André Madsen      |
| 5  | OB   | Jakob Glesnes         |
| 6  | PO   | Henning Hauger        |
| 7  | PO   | Herman Stengel        |
| 8  | PO   | Bassel Jradi          |
| 10 | NA   | Marcus Pedersen       |
| 11 | NA   | Kristoffer Tokstad    |
| 17 | OB   | Christoffer Lindquist |
| 19 | PO   | Francisco Júnior      |
| 20 | BR   | Pål Vestly Heigre     |

| Nr | Poz. | Piłkarz                  |
| -- | ---- | ------------------------ |
| 21 | PO   | Mathias Gjerstrøm        |
| 23 | NA   | Eirik Ulland Andersen    |
| 25 | OB   | Stian Ringstad           |
| 26 | OB   | Lars Christopher Vilsvik |
| 28 | OB   | Marius Høibråten         |
| 30 | NA   | Mustafa Abdellaoue       |
| 35 | OB   | Arnar Thor Gudjonsson    |
| 36 | PO   | Hasan Duman              |
| 39 | OB   | Lars Sætra               |
| 53 | BR   | Matias Finnestrand       |
| 63 | NA   | Magnus Lankhof-Dahlby    |
| 90 | NA   | Amahl Pellegrino         |
| 93 | PO   | Tokmac Nguen             |